# 翼蛇
翼蛇（也譯作飛龍；英文稱為Amphiptere、Amphithere、Amphitere或Phipthere），身軀類似蛇或林德蟲般長條，有些版本有腳，不過很罕見。
此外，翼蛇具有黃綠色的羽毛，以及綠色的鳥翼或是類似蝙蝠的翅膀。嘴如鳥喙，尾巴則為類似飛龍的刺尾（有些版本會有羽毛將尾巴的刺覆蓋）。在網路遊戲公司暴雪發售的暗黑破壞3代中，巫醫的綠色套裝，羽蛇神套裝造型，可能就是來自翼蛇。
數碼寶貝中出現的飛龍獸（Airdramon）的造型可能就是源自翼蛇。